# Hornby, Lancashire
Hornby är en ort i civil parish Hornby-with-Farleton, i distriktet Lancaster, Storbritannien. Den ligger i grevskapet Lancashire och riksdelen England, i den centrala delen av landet, 300 km nordväst om huvudstaden London. Hornby ligger 63 meter över havet, Orten har 468 invånare (2011). Hornby var en civil parish 1866–1887 när blev den en del av Hornby with Farleton. Civil parish hade 358 invånare år 1881. Byn nämndes i Domedagsboken (Domesday Book) år 1086, och kallades då Hornebi.
Terrängen runt Hornby är kuperad åt sydost, men åt nordväst är den platt. Runt Hornby är det ganska tätbefolkat, med 214 invånare per kvadratkilometer. Närmaste större samhälle är Morecambe, 15,2 km väster om Hornby. Trakten runt Hornby består i huvudsak av gräsmarker.